# Gonostoma denudatum
Il bocca spinosa (Gonostoma denudatum) è un pesce di mare abissale della famiglia Gonostomatidae.

## Distribuzione e habitat
È una specie presente nel mar Mediterraneo e nell'oceano Atlantico orientale.
Si tratta di una specie abissale presente fino ad almeno 700 metri. Durante la notte compie migrazioni talvolta fino alla superficie. Ha abitudini pelagiche.

## Descrizione
Il suo corpo ha un'altezza uniforme che decresce nel terzo posteriore. La bocca è molto grande e supera largamente l'occhio ed è dotata di denti aghiformi di lunghezza disuguale, alcuni così lunghi da sporgere a bocca chiusa. Le squame sono grandi e cadono facilmente. Oltre a 5 organi luminosi sul capo sono presenti due serie di fotofori allineate lungo il ventre, di cui la più ventrale si interrompe all'altezza della pinna anale. La pinna dorsale è breve, la pinna anale è inserita alla astessa altezza della dorsale ma è molto più lunga, è presente una piccola pinna adiposa. Ventrali e pettorali piccole, le prime sono inserite molto indietro Le pinne pettorali sono applicate molto in basso.
Il colore è argenteo e nero sul ventre. 
Raggiunge occasionalmente i 20 cm ma di solito non supera i 15.

## Alimentazione
È un predatore e cattura pesci e crostacei.

## Curiosità
Come molti altri pesci abissali si rinviene spiaggiato sulle spiagge dello stretto di Messina, soprattutto nei mesi invernali.